# Hablot Knight Browne
Hablot Knight Browne (* 12. Juli 1815 in Lambeth bei London; † 8. Juli 1882) war ein englischer Künstler, bekannt als Phiz, und Illustrator der Bücher von Charles Dickens, Charles Lever und Harrison Ainsworth.

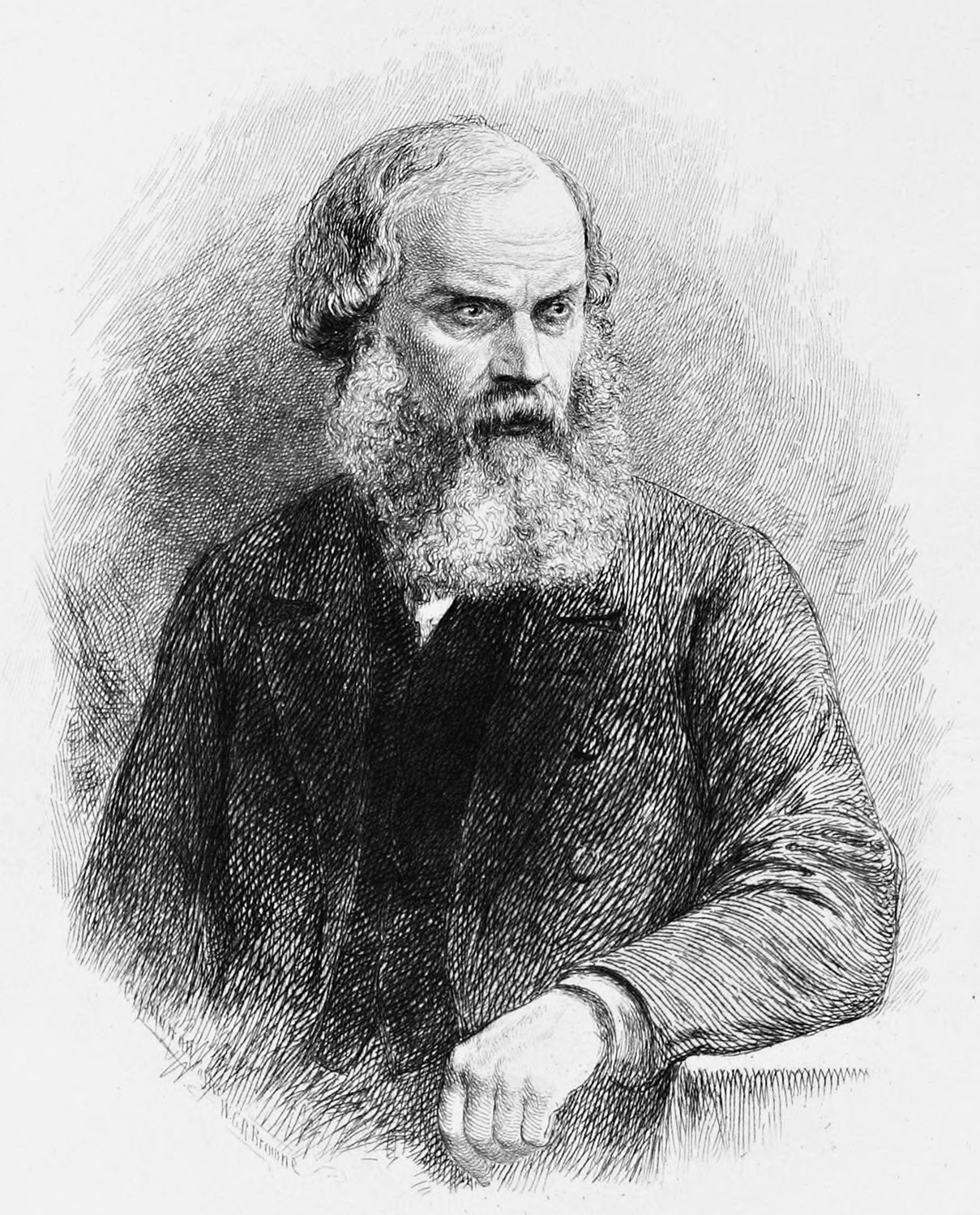
Hablot Knight Browne

## Leben
Browne wurde in einer hugenottischen Familie in Lambeth (nahe London) geboren. Er war das 14. der 15 Kinder von Catherine und William Browne Loder. Laut Valerie Browne Lester war Phiz tatsächlich der uneheliche Sohn seiner vermeintlich ältesten Schwester Kate und Captain Nicholas Hablot von Napoleons Kaisergarde. Es gibt einige Unsicherheiten über den genauen Zeitpunkt der Geburt. Der 12. Juli 1815 ist die Angabe von Valerie Browne Lester, seiner Ur-Ur-Enkelin, und John Buchanan-Brown in seinem Buch Phiz!: illustrator of Dickens' world. Die Taufurkunde der St Mary’s Church, Lambeth, Surrey, England, vom 21. Dezember 1815 gibt den 11. Juni 1815 an, ebenso die Encyclopædia Britannica (11. Auflage), den 15. Juni 1815 das (Dictionary of National Biography).
Als Browne sieben Jahre alt war, verließ sein Vater William Browne die Familie, änderte seinen Namen in Breton und segelte mit veruntreuten Geldern nach Philadelphia, wo er für seine Aquarelle bekannt wurde. William Browne wurde dann von seiner Frau Catherine für tot erklärt.
Browne wurde in die Lehre zum Graveur William Finden gegeben, in dessen Atelier er seine einzige künstlerische Ausbildung erhielt. Allerdings war er ungeeignet für die Gravur; obgleich er 1833 einen Preis der Society of Arts für eine Zeichnung von John Gilpin erhielt, gab er das Gravieren im folgenden Jahr auf und begann andere künstlerische Arbeiten mit dem Ziel, Maler zu werden.

## Künstlerische Karriere
Im Frühjahr 1836 traf er Charles Dickens, der einen Illustrator für Die Pickwickier suchte. Browne hatte seine Broschüre Sonntag unter Drei Köpfe illustriert. In der Originalausgabe der Pickwickier (zwischen Anfang 1836 und Ende 1837) wurden die ersten sieben Platten von Robert Seymour gezeichnet, der im April 1836 Selbstmord beging. Die nächsten beiden Platten stammten von Robert William Buss.

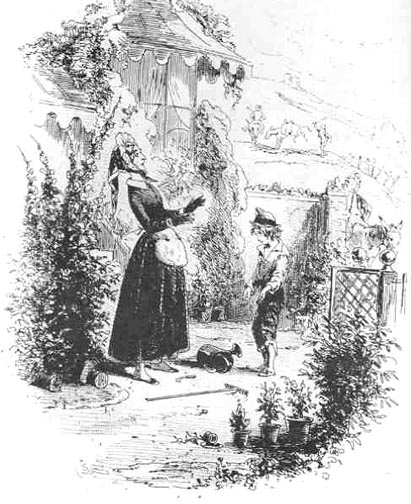
1849 Radierung für David Copperfield, betitelt „I make myself known to my aunt“

Browne unterzeichnete seine ersten beiden Radierungen mit „Nemo“, aber die dritte mit „Phiz“, seinem zukünftigen Pseudonym. Es sollte besser mit Dickens Pseudonym „Boz“ harmonieren.
Phiz entwickelte den Charakter Sam Weller grafisch so wie Seymour Pickwick entwickelt hatte. Dickens und Phiz wurden gute Freunde. Andere von Phiz geschaffene Dickens-Charaktere waren Squeers, Micawber, Guppy, Major Bagstock, Mrs Gamp, Tom Pinch und David Copperfield.
Die bekanntesten von Phiz illustrierten Bücher Dickens’ sind David Copperfield, Die Pickwickier, Dombey und Sohn, Martin Chuzzlewit und Bleak House. Browne fertigte mehrere Zeichnungen für den Punch und entwarf den Umschlag, der ab Januar 1842 für 18 Monate verwendet wurde. Er trug auch zu den Punch Pocket Books bei.

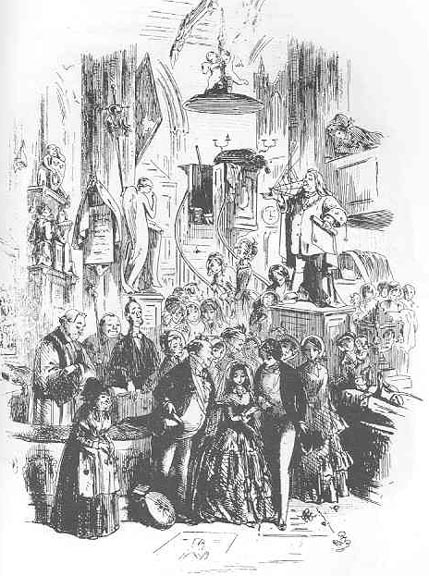
1850 Radierung für David Copperfield, betitelt „I am married“

Neben seiner Arbeit für Dickens illustrierte er mehr als zwanzig Romane von Lever Phiz (darunter Harry Lorrequer, Charles O'Malley, Jack Hinton und Knight of Gwynne) sowie von Harrison Ainsworth und Frank Smedley. Mervyn Clitheroe von Ainsworth ist einer der bekanntesten Werke des Künstlers. 1867 war er krankheitsbedingt teilweise gelähmt. Nach seiner Gesundung produzierte er viele Holzschnitte. Im Jahre 1878 erhielt er eine Rente von der Royal Academy of Arts. Sein Gesundheitszustand verschlechterte sich nach und nach, bis er am 8. Juli 1882 verstarb.
Die meisten von Brownes Arbeiten wurden auf Stahlplatten geätzt, weil diese eine erheblich größere Auflage als Kupferplatten ergaben. Browne war verärgert über Kopien einiger seiner Radierungen, die von den Verlagen auf Stein übertragen und als Lithographie-Reproduktionen gedruckt wurden. Um das zu verhindern, verwendete er eine Maschine, die eine Reihe von Linien über die Platte zog und so ein Farbton vergleichbar einem Mezzotinto erreichte, der damals praktisch nicht auf Stein übertragen werden konnte.
Vier seiner Illustrationen wurden im Jahr 2012 von der Royal Mail zum 200. Geburtstag von Charles Dickens als Sonderbriefmarke herausgegeben.

## Galerie

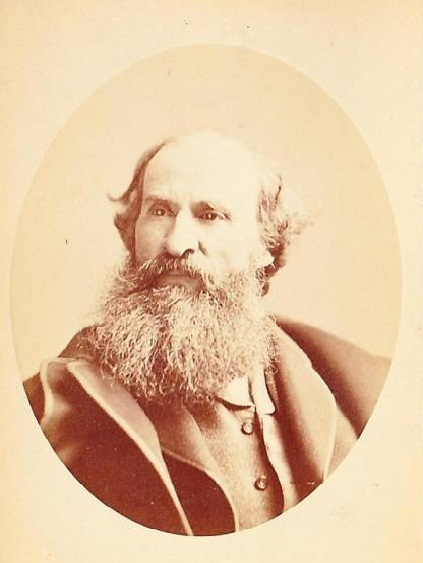
Browne, fotografiert von Sarony, c. 1870s
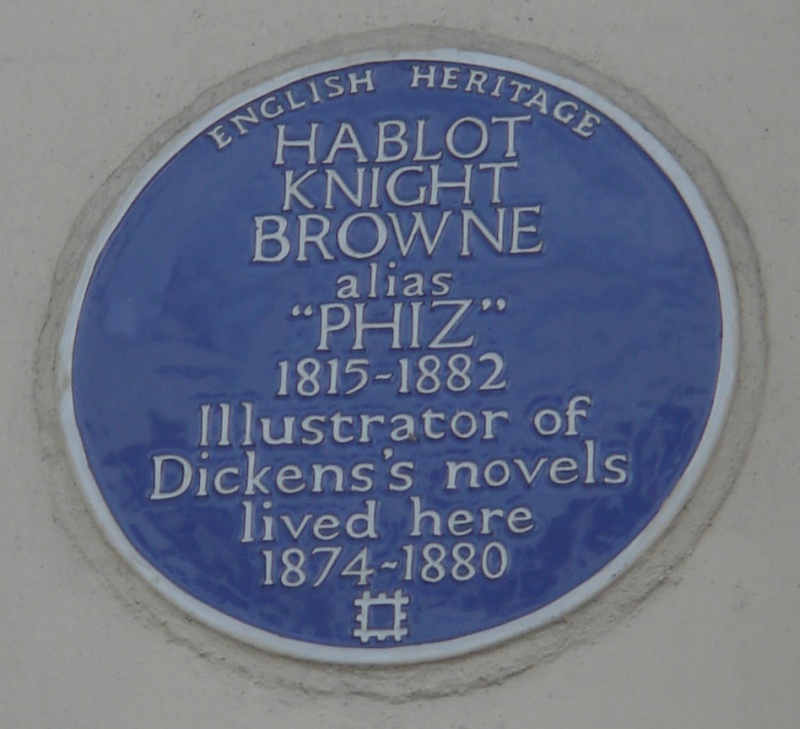
Blue Plaque, Ladbroke Grove, London